# Lou Dobbs

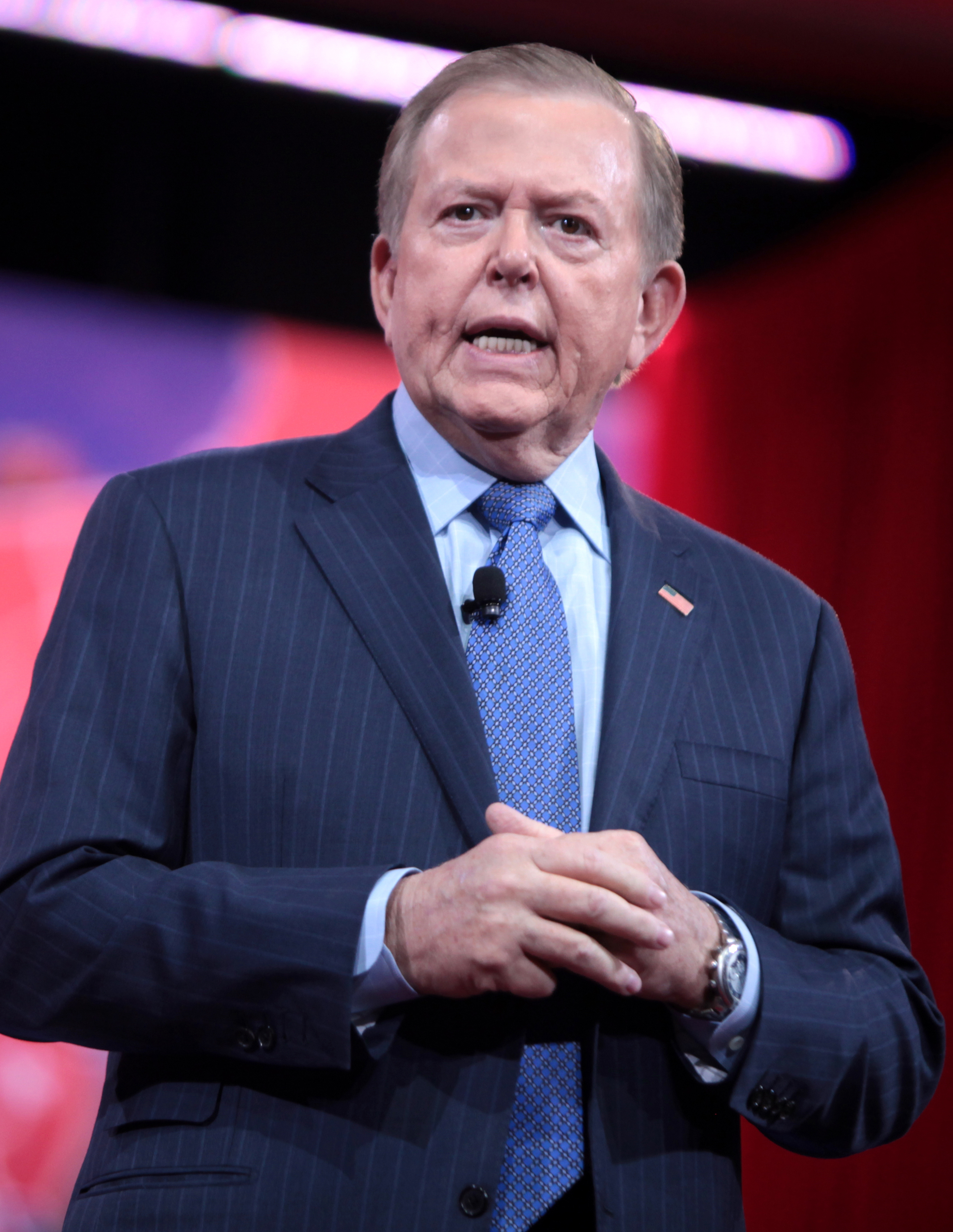
Lou Dobbs, 2015

Louis Carl „Lou“ Dobbs (* 24. September 1945 in Childress, Texas; † 18. Juli 2024) war ein US-amerikanischer politischer Kommentator, Autor und TV-Moderator. Er wurde vor allem durch seine langjährige Tätigkeit als Moderator von Wirtschaftssendungen für die Nachrichtensender CNN und Fox Business Network bekannt.

## Leben
Lou Dobbs wurde 1945 in Texas als Sohn des Unternehmers Frank Dobbs und seiner Ehefrau Lydia Mae Hensley, einer Buchhalterin, geboren. Als das Geschäft der Eltern, eine Propangashandlung, Insolvenz anmelden musste, zog Dobbs im Alter von zwölf Jahren nach Rupert in Idaho. Er besuchte die Minico High School in Minidoka County und später die Harvard University, wo er 1967 einen Bachelor-Abschluss in Wirtschaftswissenschaften erwarb. Nach dem Studienabschluss arbeitete Dobbs zunächst für Projekte zur Bekämpfung der Armut in Boston und Washington, später als Berater für die Union Bank in Los Angeles.
1969 heiratete Dobbs Debi Lee Segura, wenig später wurde das erste von insgesamt vier Kindern geboren. Trotz seines guten Verdienstes bei der Union Bank beschloss er, eine Karriere als Journalist zu verfolgen. 1970 zog die Familie nach Yuma (Arizona), wo Dobbs als Korrespondent der Radiostation KBLU-AM über Polizei- und Feuerwehreinsätze berichtete. In den folgenden Jahren arbeitete Dobbs als Reporter in Phoenix und für den Sender KING-TV in Seattle.
1979 wurde Dobbs vom Medienunternehmer Ted Turner als Mitarbeiter für den neugegründeten Fernsehsender CNN angeheuert, der 1980 den Sendebetrieb aufnahm. Bei CNN fungierte Dobbs zunächst als Finanzexperte des Senders. In dieser Eigenschaft moderierte er viele Jahre die Sendungen Moneyline und Business Unusual. Er amtierte zeitweise als stellvertretender Vorstandsvorsitzender des Senders und saß im Aufsichtsrat, zudem gründete er den CNN-Ableger CNNfn.
Nach einem Streit mit dem CNN-Direktor Kaplan, dem Dobbs eine übermäßige Nähe zum damaligen US-Präsidenten Clinton und eine parteiliche Berichterstattung zu dessen Gunsten vorwarf, verließ er den Sender. Er übernahm nach seinem Ausscheiden die Rolle des CEO bei dem Internet-Startup Space.com, einer Website, die sich mit Raumfahrtthemen befasst.
2001, ein Jahr nach Kaplans Ausscheiden bei CNN, kehrte Dobbs auf Bitten Turners zum Sender zurück, bei dem er die politische Sendung Lou Dobbs Tonight moderierte. Ab März 2008 moderierte er zusätzlich eine vierstündige werktäglich ausgestrahlte Radiosendung, The Lou Dobbs Show. Wegen einiger umstrittener Aussagen zu illegaler Einwanderung, zur Wirtschaftspolitik unter den US-Präsidenten Bush und Obama und zur angeblich gefälschten Geburtsurkunde Obamas geriet er immer mehr in die Kritik. Nach eigenen Angaben gab es auch in seinem eigenen Sender Forderungen nach seinem Rücktritt. Am 11. November 2009 verkündete er in seiner Sendung, ab sofort nicht weiter für CNN tätig zu sein. Der Vertrag mit dem Sender, der noch eine Laufzeit bis 2011 hatte, wurde im beiderseitigen Einvernehmen aufgelöst.
Anfang Februar 2021 wurde seine Sendung Lou Dobbs Tonight kurzfristig von Fox Business abgesetzt und durch Fox Business Tonight ersetzt. Dieser Entscheidung ging eine Klage des Wahlmaschinenherstellers Smartmatic voraus. Dobbs verbreite gemäß der Klageschrift „unhaltbare Verschwörungstheorien in Sachen Wahlfälschung“. Er habe „unter anderem von einem ‚Cyber-Pearl-Harbour‘ gesprochen und behauptet, Smartmatic habe den Wahlsieg Joe Bidens festgelegt“. Der Streitwert lag bei 2,7 Mrd. US-Dollar.
Lou Dobbs starb im Juli 2024 im Alter von 78 Jahren.

## Politische Positionen
Neben der Behauptung, der Wahlsieg Bidens gegen Trump basiere auf Wahlfälschung, vertrat Dobbs weitere umstrittene Positionen und Verschwörungstheorien, die zum Teil der extremen Rechten zuzuordnen sind. Ihm zufolge verdiene die Behauptung, Barack Obama sei kein US-Staatsbürger, ernst genommen zu werden; er vertrat die Ansicht, der vom Menschen beeinflusste Klimawandel sei eine politisch motivierte Lüge, dass in den USA ein Deep State versuche Trump zu stürzen; und eine Reihe von Bombenanschlägen auf Anhänger der Demokratischen Partei sei von diesen selbst inszeniert worden. Letzteres wurde viel kritisiert, laut CNN distanzierten sich in Gesprächen auch einige Foxangestellte von Dobbs.
Ein weiteres Thema, das Dobbs häufig aufgriff, war die Bedrohung, die seiner Ansicht nach von der illegalen Einwanderung in die Vereinigten Staaten ausgehe, insbesondere von der aus Mexiko. Kritik erntete er in diesem Zusammenhang wegen der aggressiven Art, mit der er die Richtigkeit seiner Position zu beweisen versuchte. So behauptete Dobbs 2005, die illegale Emigration habe zur drastischen Verbreitung von Lepra in den Vereinigten Staaten beigetragen; ein Bericht der New York Times legte dar, dass diese und andere Behauptungen Dobbs unzutreffend waren. Ferner hatte er 2003 behauptet, dass ein Drittel aller in den USA inhaftierten Häftlinge illegale Einwanderer seien. Es waren jedoch z. B. im Jahre 2000 nur 6,4 % aller in den Staats- und Bundesgefängnissen Inhaftierten Personen ohne dauerhafte Aufenthaltsgenehmigung, bei einem Anteil von 6,8 % an der Gesamtbevölkerung.
Bei einzelnen Wirtschaftsthemen änderte Dobbs hingegen ab Mitte der 2000er Jahre seine Haltung. Er war Anhänger des Wirtschaftsliberalismus, kritisierte aber zunehmend die Globalisierung, den Freihandel und die Verlagerung von Arbeitsplätzen aus den USA nach Übersee. Nach seiner Ansicht wurde sowohl von Demokraten als auch Republikanern die Mittelschicht wenig beachtet. Später trat er deswegen für Mindestlöhne ein und wandte sich gegen Outsourcing von Arbeitsplätzen bei US-Unternehmen. Während Dobbs in früheren Jahren ein erklärter Anhänger der Republikanischen Partei gewesen war, betonte er in jüngeren Äußerungen seine parteiliche Ungebundenheit. Im Jahr 2000 unterstützt er die Präsidentschaftskandidatur von George W. Bush mit einer Spende von 1000 Dollar.

## Auszeichnungen
Für seine journalistische Arbeit wurde Dobbs mit einer Vielzahl von Preisen ausgezeichnet, beispielsweise mit dem Lifetime Achievement Emmy Award und dem Cable Ace Award. Ferner erhielt er den George Foster Peabody Award für seinen Bericht über den Zusammenbruch des Finanzmarktes 1987 und den Luminary Award of the Business Journalism Review (1990), den Horatio Alger Association Award for Distinguished Americans (1999) und den National Space Club Media Award (2000).
1993 wurde er zum Vater des Jahres gewählt.

## Schriften
- Exporting America. Why Corporate Greed Is Shipping American Jobs Overseas. 2004.
- Space. The Next Business Frontier. 2005.
- War on the Middle Class: How the Government, Big Business, and Special Interest Groups Are Waging War on the American Dream and How to Fight Back. 2006.
- Independents Day. Awakening The American Spirit. 2007.
- The Trump Century: How Our President Changed the Course of History Forever (mit Dennis Kneale) 2020